# ببشیر
ببشیر (به انگلیسی: Tiglon یا Tigon) گربه‌سانی است که از آمیزش و جفت‌گیری ببر نر و شیر ماده زاده می‌شود.
پشت گوش‌هایی کمی سپید رنگ، تنی با رنگی میانهٔ شیر و ببر و چهره ای با لکه‌هایی چون پدر، از ویژگی‌های این گربه‌سان بزرگ‌تن است. تازش بردن به طعمه از پشت سر که از ویژگی‌های ببر است، میراثی است که ببشیر از پدر خود دریافت کرده‌است. صدای غرش ببشیر نیز همانند غرش ببر است.
ببشیرها به لحاظ جثه از توله شیر درشت تر هستند اما گاهی تفاوت‌هایی در واکنش‌های آنها وجود دارد، به طورمثال ببر عاشق زندگی در کنار آب است در صورتی که شیر تمایلی به نزدیک شدن به آب ندارد، اما ببشیرها برخی اوقات به بازی با آب تمایل نشان می‌دهند در حالی که برخی اوقات به سمت آن هم نمی‌روند. شیر و ببر در طبیعت به‌طور متوسط زیر ۱۷ سال و در اسارت، حدود ۲۵ سال عمر می‌کنند اما با وجود این که ببشیرها دورگه و قوی تر هستند پیش‌بینی می‌شود که عمرشان هم بیشتر باشد. وزن نرها بین ۲۰۰ الی ۳۶۰ کیلوگرم و برای ماده‌ها ۱۵۰ الی ۲۰۰کیلوگرم است.
اگرچه ببشیرها از سه سالگی توانمندی بارور شدن را دارند ولی ممکن است به دلیل این ناهماهنگی میان پدر و مادر، توانایی زایایی نداشته باشند.
گفته می‌شود که این گربه‌سانان به ریخت طبیعی زاده‌شدنی نیستند، از این رو یا باید در محیط باغ وحش ایجاد شوند یا با بهره‌گیری از شیوهٔ لقاح مصنوعی.
گونهٔ آمیزشی دیگری نیز از ببر و شیر وجود دارد. شیببر آمیزه‌ای از شیر نر و ببر ماده است که جثه‌اش از ببشیر بزرگ‌تر است. البته ایجاد ببشیر از ایجاد شیببر دشوارتر است؛ زیرا شیر ماده به سادگی حتی در محیط باغ وحش با ببر نر که او را ناهمسان خود می‌بیند جفت‌گیری نمی‌کند. در باغ وحش مشهد مقاربت طبیعی بین شیر ماده و ببر نر و برعکس صورت گرفت تا این که برای اولین بار در دنیا حامله شدن شیر ماده کاملاً به صورت طبیعی صورت گرفت و حاصل آن تولد سه توله ببشیر در نهایت سلامت بود.

## نامگذاری
با توجه به اینکه این جانور از جفت‌گیری ببر نر و شیر ماده پدید می‌آید؛ زیست‌شناسان در زبان انگلیسی از آمیختن دو واژهٔ Tiger به معنای ببر و Lion به معنای شیر با اولویت نام پدر، نام تایگون (Tigon) را برای آن برگزیده‌اند. (Tiger + Lion = Tigon)

## ببشیر در ایران
باغ وحش وکیل آباد مشهد از کانون‌های پیشگام در تولید این جانور در ایران بوده‌است. کارکنان و دام‌پزشکان این باغ وحش در سال‌های اخیر توانستند به شیوهٔ لقاح طبیعی میان یک ماده شیر و یک ببر نر با نژاد بنگال نخستین توله ببشیرهای ایران را تولید کنند. این ببشیرها اکنون در این باغ وحش قابل بازدید برای همهٔ مردم است.